# Poffertjes

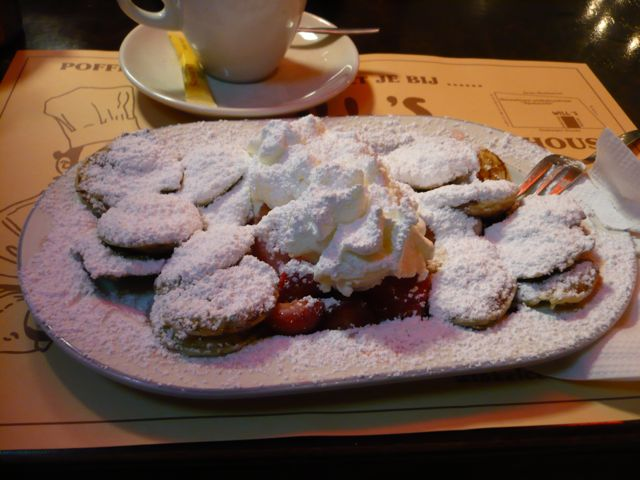
Poffertjes au beurre et sucre en poudre.

Les poffertjes (prononciation néerlandaise : [pɔfərcəs], ) sont une préparation néerlandaise traditionnelle à base de pâte.
Ressemblant à de petites crêpes moelleuses, les poffertjes sont faites à base de levure et de farine de sarrasin. D'une texture légère et spongieuse, elles sont servies avec du sucre en poudre (sucre glace) et du beurre, parfois avec du sirop d'érable, de l'advocaat ou d'autres garnitures.

## Origine des Poffertjes
Utilisé pour la première fois par l’explorateur néerlandais Jan van Riebeeck en 1651 dans son journal de bord, le mot « poffertjes » désignait d’abord familièrement des pistolets de poche. La première mention du mot « poffertjes » comme douceur a été découverte dans la description d’une foire d’Amsterdam de 1734. Le manuel de cuisine « De volmaakte Hollandsche keuken-meid », publié en 1746, en donne la recette.
Les poffertjes sont considérés comme une pâtisserie typiquement néerlandaise, mais leur origine n’est pas tout à fait claire. Une hypothèse fréquemment citée veut que la recette initiale ait été élaborée dans un monastère néerlandais, ce qui expliquerait d’ailleurs qu’ils soient aussi appelés « broedertjes » (petits frères, en référence aux moines). Les moines voulaient trouver une variante plus savoureuse que l’insipide hostie pour les pratiquants. Mais cette explication est peu crédible, car l’hostie a une fonction sacrée et n’est pas considérée comme de la nourriture. Les poffertjes, traditionnellement peu onéreux et mangés sur le pouce principalement lors de foires, semblent avoir dès lors une origine plus profane, ce qui explique peut-être aussi le caractère quelque peu humoristique du nom.
Une seconde hypothèse veut que les poffertjes seraient originaires de France. Après une bataille dans la région en 1795, des moines près de Bordeaux auraient été contraints d’utiliser de la farine de sarrasin pour préparer les hosties. La pâtisserie était tellement appréciée des marchands que, pendant la Révolution française, ces derniers l’amenèrent au pays des tulipes, où la recette aurait ensuite été adaptée. Mais là encore, ce n’est pas plausible, car on y en mangeait déjà depuis longtemps.
Il est plus probable qu’ils aient été créés par hasard : il s’agirait à l’origine de petites quantités de pâte à frire qui seraient tombées accidentellement sur une poêle brûlante et auraient rapidement gonflé. Cette pâte était peut-être destinée plutôt à la cuisson des pofbrood ou poffenbrood (à partir de 1599), ou à la confection de gaufres qui étaient, tout comme les poffertjes, vendues dans les foires. L’utilisation de farine de sarrasin ou encore de gruau, moins chères, qui servaient traditionnellement à la préparation de la bouillie aux Pays-Bas était à l’origine facultative selon la plus ancienne recette de poffertjes (voir ci-dessous). Cette découverte aurait pu alors être faite indépendamment dans d’autres pays, et explique donc l’existence de variantes de poffertjes. On retrouve par exemple les Æbleskiver (sans gruau) au Danemark, ou les Munker en Norvège.

## Préparation
La plus ancienne recette, présentée dans le manuel « De volmaakte Hollandsche Keuken-meid », donne deux façons de préparer les poffertjes :
38. Comment préparer les poffertjes.
Prenez une demi-tasse de farine de gruau, une demi-livre de farine de blé, 3 œufs, une pinte de lait, et une cuillère à café de levure mélangée à un peu de sucre. Battez le tout, et faites frire la pâte en formant des poffertjes (petites boules).
Essayez aussi cette autre recette tout aussi délicieuse :

Prenez une livre de farine de blé, 3/8 de livre de raisins de Corinthe, une poignée d’amandes moulues, un petit bol de beurre, 4 œufs entiers, une cuillère à café de levure mélangée à un peu de sucre. Recouvrez de lait jusqu’à obtenir une préparation épaisse, et faites cuire les poffertjes, délicieux !
De nos jours, la pâte à poffertjes se compose généralement d'une moitié de farine de blé et d'une autre moitié de farine de sarrasin, de lait, de levure et d'une pincée de sel. Parfois, selon la recette, on y ajoute des œufs, ou même du sirop, peut-être pour donner à la pâte une belle couleur brune. Cees Holtkamp, dans son ouvrage de référence « De Banketbakker », mentionne une recette sans farine de sarrasin. Dans certaines recettes populaires, la levure est remplacée par de la farine fermentante, la pâte peut, et doit alors être utilisée immédiatement, sinon l’agent levant perd son effet.
Dans un restaurant ou à un stand de poffertjes, on utilise de grandes plaques de cuisson en cuivre pur avec des creux ronds pour préparer rapidement un grand nombre de poffertjes. La plaque est enduite d’huile à l’aide d’un pinceau, on utilise un doseur pour remplir les creux en série avec la pâte. Les poffertjes sont ensuite retournés à l’aide d’une fourchette, avant que la pâte n'ait fini de gonfler. Les spécialistes de ces douceurs dans les restaurants ou les stands sont très habiles pour retourner rapidement les poffertjes presque cuits. Depuis qu'ils sont à la mode, les foodtrucks proposent eux aussi des poffertjes.
On peut facilement les préparer chez soi à l’aide d’un moule à poffertjes. Il s'agit à l'origine d'une plaque ronde en fonte avec des creux ronds munie de poignées. Aujourd’hui, les moules sont en aluminium, et certains sont antiadhésifs. On peut aussi en faire dans un gril de contact, ou dans un gaufrier avec une plaque rectangulaire spéciale poffertjes avec des creux ronds. Enfin, vous pouvez acheter au supermarché des poffertjes tout faits qui peuvent être réchauffés au micro-ondes.

## Patrimoine immatériel
À Breukelen, le 3 octobre, on célèbre depuis 1915 la « poffertjesdag » (« journée des poffertjes »). Ce jour-là, les élèves de primaire peuvent venir manger gratuitement des poffertjes au Oud Hollandsche Poffertjes en Wafelkraam de leur village.[réf. souhaitée]